# Jisticí bod
Jistící bod je pevné, či rádoby pevné, místo ve skále nebo umělé lezecké stěně, které je užíváno v horolezectví. Dva základní typy jistícího bodu jsou fixní, někdy též zvaný "erární" a dočasný někdy též zvaný "provizorní", provedený obvykle vyjímatelnými prostředky.

## Fixní body
V pevných horninách, jako je například vápenec, žula, kvarcit, bazalt nebo znělec, se používají jako fixní body expanzivní nýty, nebo lepené borháky. Všechny jsou certifikovány na 22 kN, což odpovídá při naší gravitaci zatížení 2240 kg. V měkkých horninách, jako je pískovec, se coby fixní jistící bod většinou používá pískovcový kruh, který by měl unést až 40 kN. Na konci každé jednodélkové cesty je zpravidla navíc slaňovací bod, který zaručuje bezpečný návrat na zem (za předpokladu dodržení jistých zásad). Mimo pískovcové skály se slaňovací bod obvykle zhotovuje spojením dvou nýtů (borháků) řetězem a maillonami (může zde být také erární karabina nebo prasečí ocásek, které nahrazují protahování lana). V pískovcových skalách je většinou tzv. slaňovací kruh, který bývá zapuštěn mnohem hlouběji než nýt.

## Dočasné body
V pevných horninách můžeme osadit například skobu, friend, vklíněnec nebo hexentrik. Od fixních bodů se liší tím, že po lezení se většinou tyto body zruší a snesou na zem. Jediná výjimka je skoba, která se často ponechává, ale na populárních cestách je obvykle časem nahrazena fixním jištěním. V pískovcích a jiných měkkých horninách můžeme použít výhradně textilní materiály, např. smyčky založené jako vklíněný uzel, ovázané kolem hrotů či hodin. Nově též mírně kontroverzní textilní vklíněnce (UFO).

## Galerie

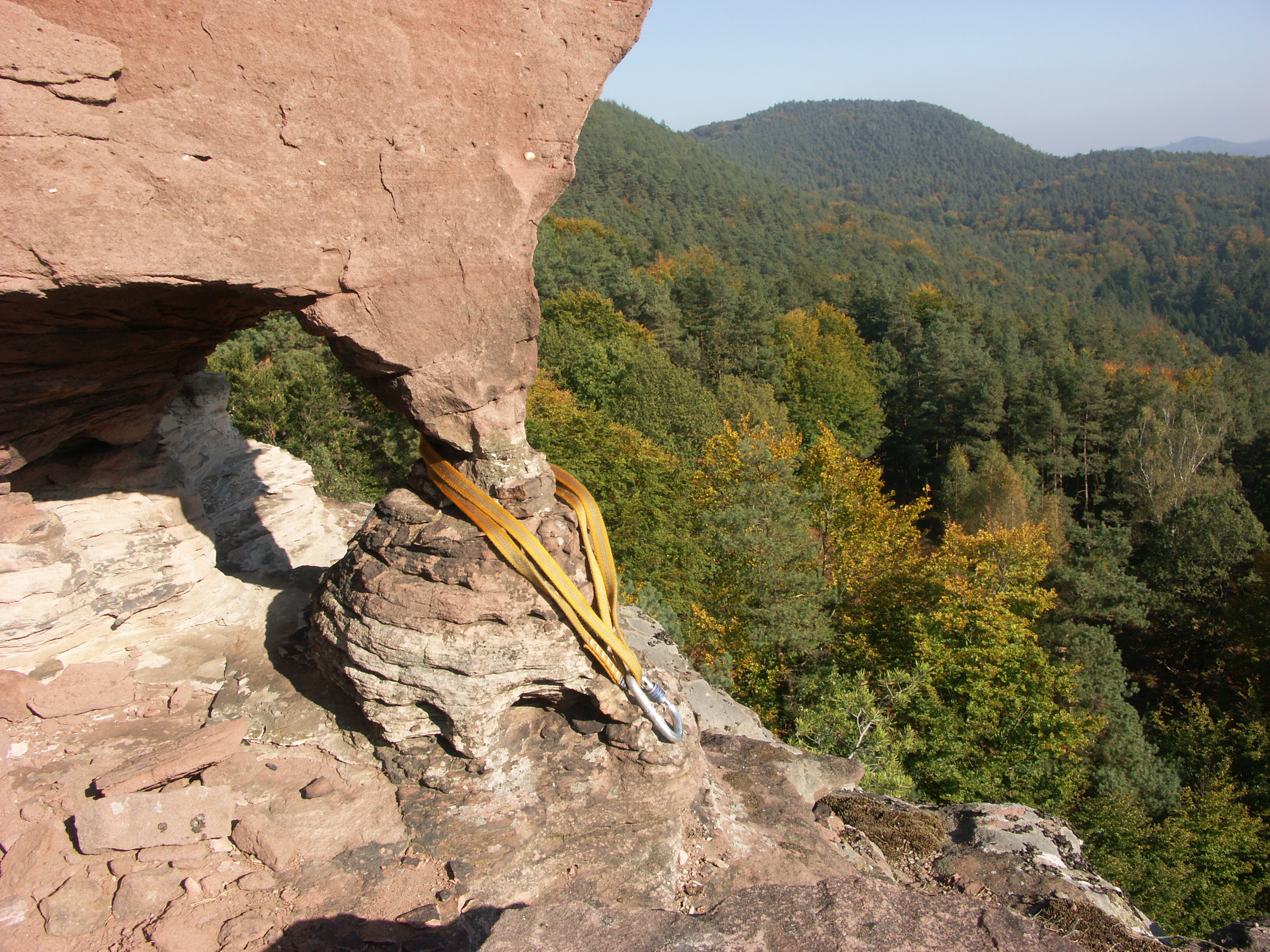
Jistící bod s využitím přirozených skalních útvarů (plochá smyčka provlečená pískovcovými hodinami)
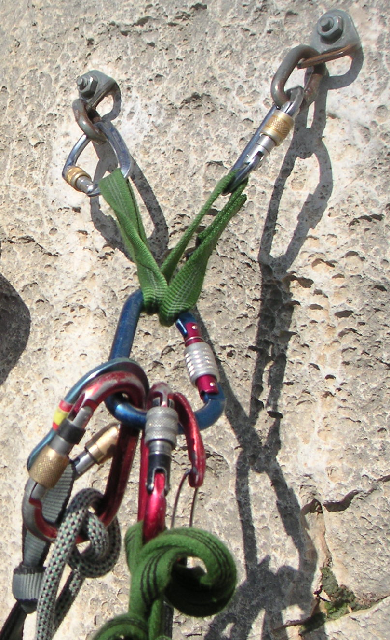
Zdvojený, umělý jistící jistící bod na skále (jistící stanoviště ve dvou nýtech s ocelovými karabinami)
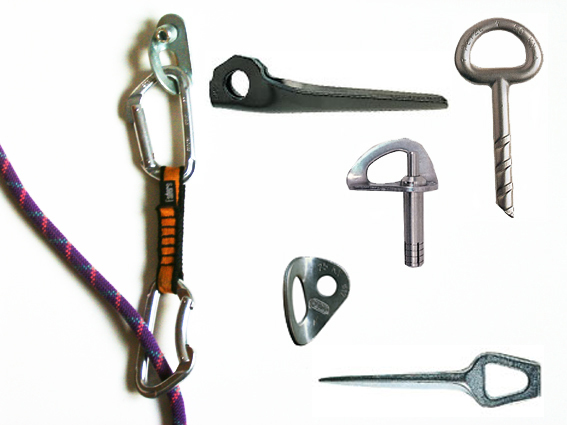
Typické příklady umělých jistících bodů (expreska s lanem v nýtu zašroubovaném v hmoždince, dvě skoby, plaketa nýtu a plaketa nýtu s natloukací hmoždinkou, borhák